# Sárgalemezű pereszke
A sárgalemezű pereszke (Tricholoma fulvum) a pereszkefélék családjába tartozó, Európában és Észak-Amerikában honos, főleg nyírfák alatt élő, nem ehető gombafaj. 

## Megjelenése
A sárgalemezű pereszke kalapja 5-8 (10) cm széles, alakja fiatalon domború, később laposan kiterül, a közepén alacsony púppal. Színe sárgásbarna vagy vörösbarnás. Felülete nedvesen tapadós, alig pikkelykés, kissé benőtten szálas. Széle fiatalon begöngyölt, idősen hullámos lehet, egyértelműen bordás.
Húsa vastag, kemény, halványsárgás. Szaga erősen lisztes, íze lisztes, kesernyés.  
Sűrű lemezei felkanyarodók. Színük eleinte sárgás, később rozsdafoltosak lesznek. Az idős gomba lemezeinek jellegzetes sárga színe csak a kalapot kettévágva látható. 
Tönkje 4-10 cm magas és 0,6-2 cm vastag. Alakja hengeres, színe sárgásbarna, barnán szálas, felül világosabb. Megdörzsölve sárgul.
Spórapora fehér. Spórája majdnem gömbölyded vagy széles elliptikus, felszíne sima, mérete 5-7 x 4-5 μm. 

### Hasonló fajok
A mérgező sárgászöld pereszke, a kesernyés pereszke vagy az aprópikkelyű pereszke hasonlíthat hozzá. 

## Elterjedése és termőhelye
Európában és Észak-Amerikában honos. Magyarországon ritka. 
Savanyú talajú lombos vagy vegyes erdőben él, elsősorban nyír alatt. Augusztustól októberig terem. 
Nem ehető, nyersen vagy nem eléggé megfőzve emésztőrendszeri panaszokat okozhat.    

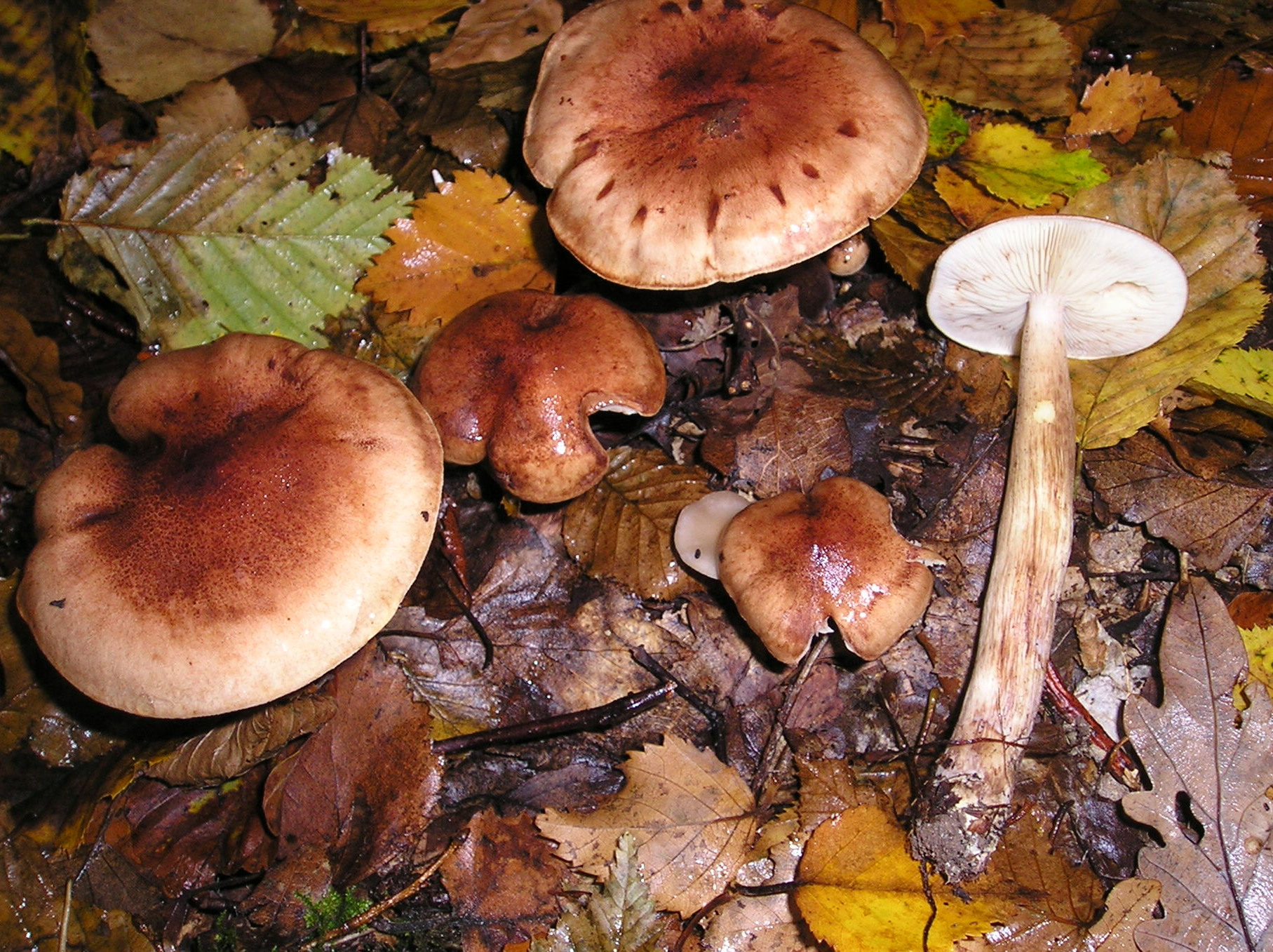
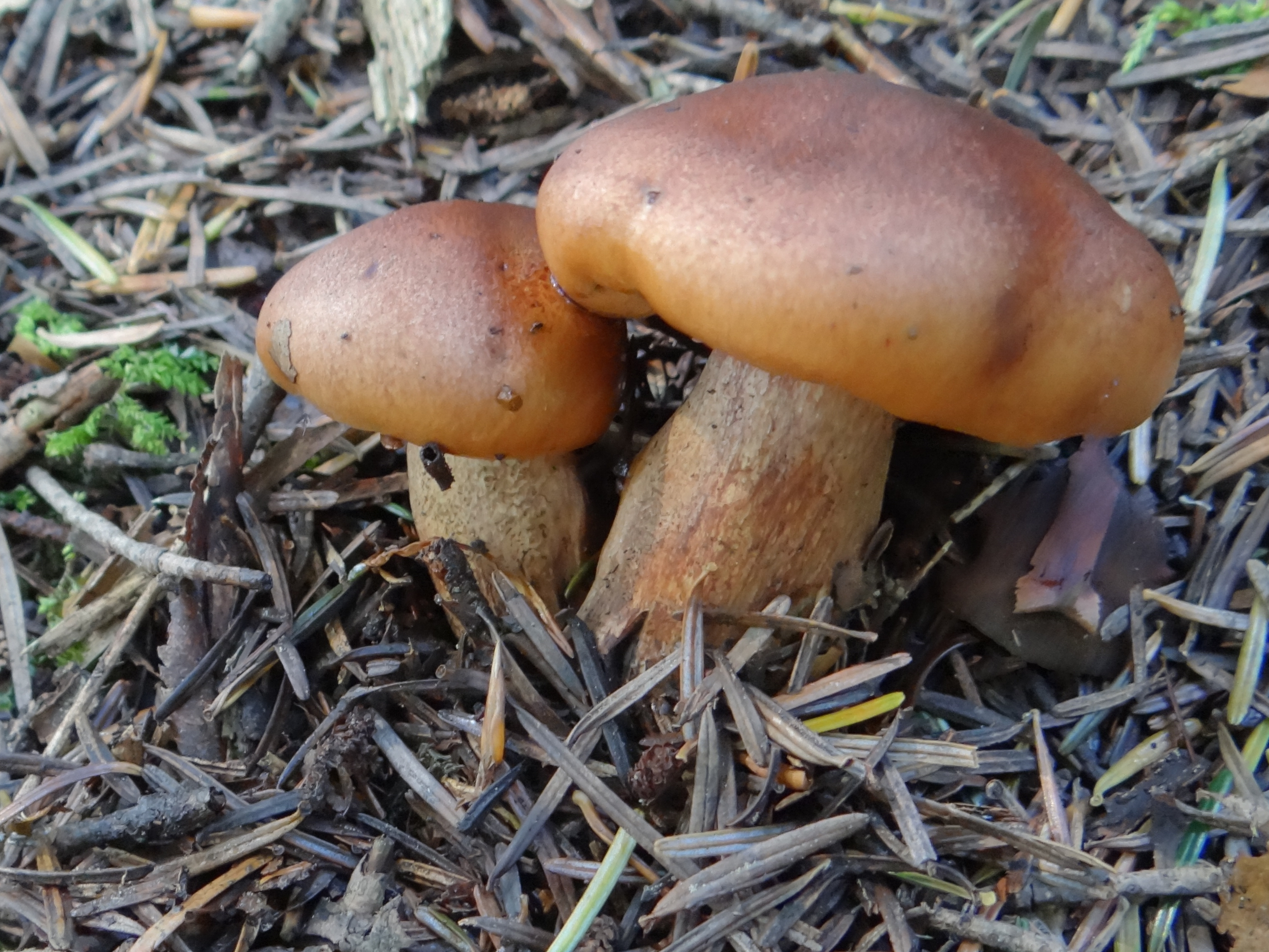
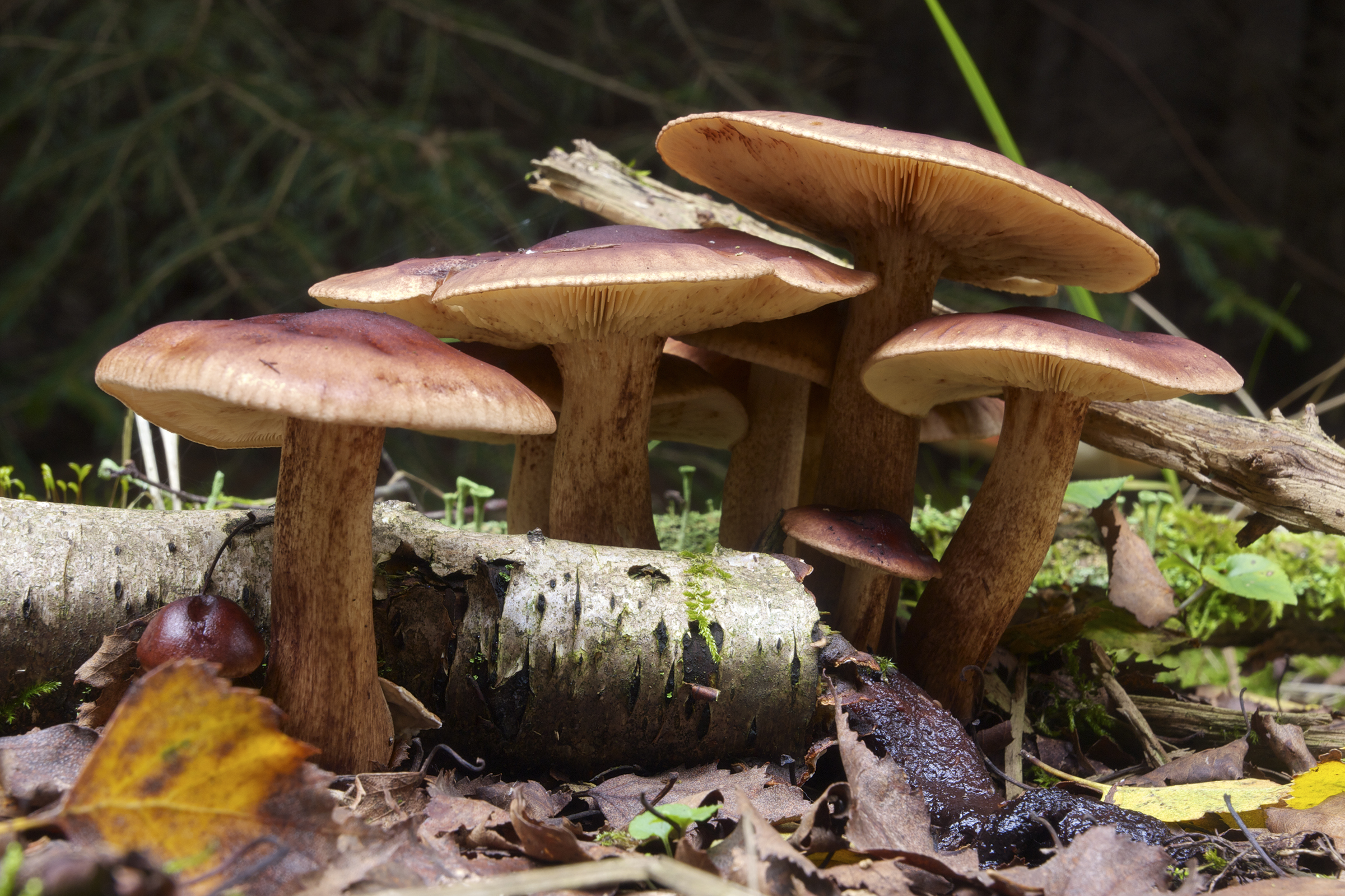
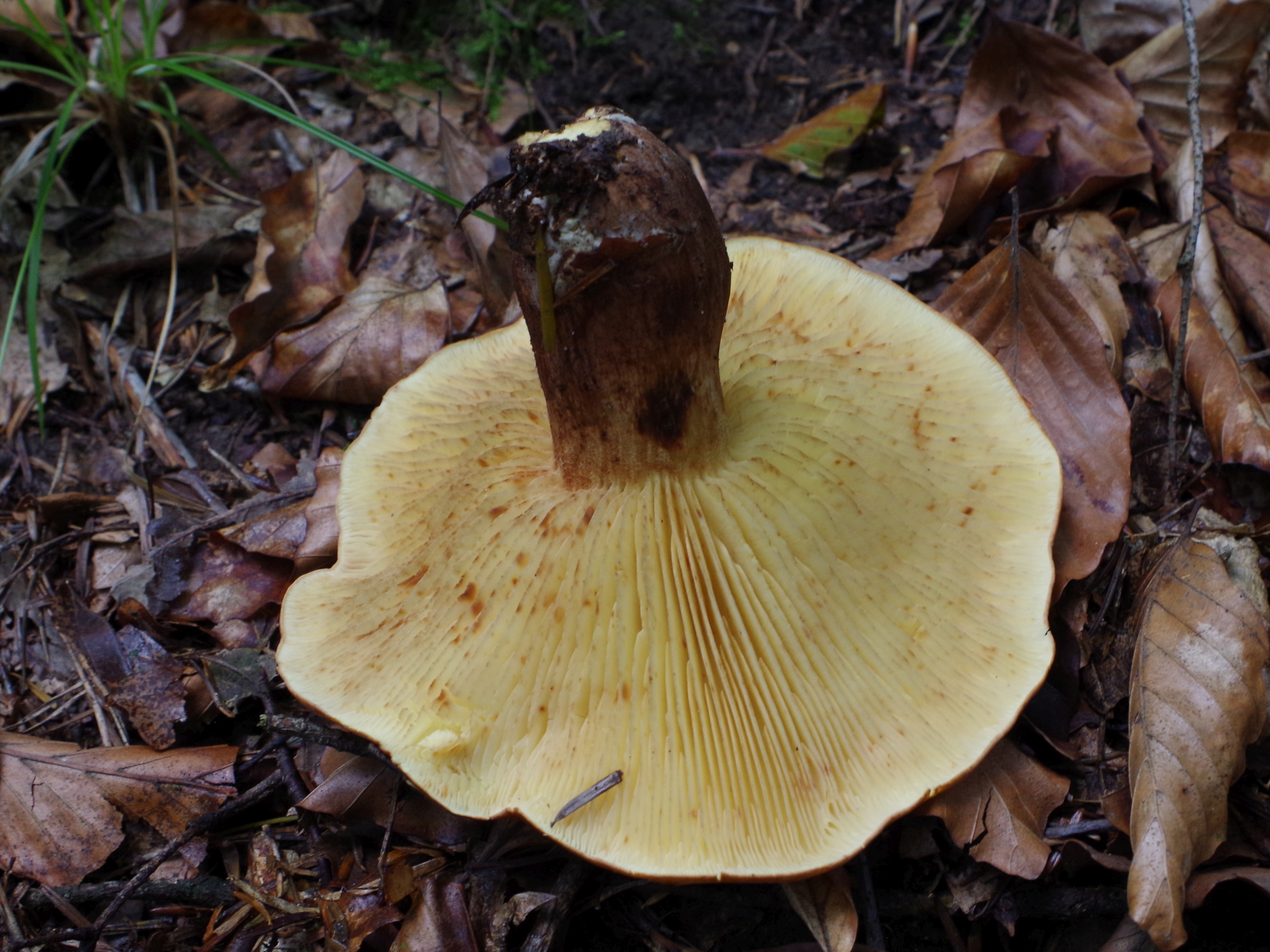
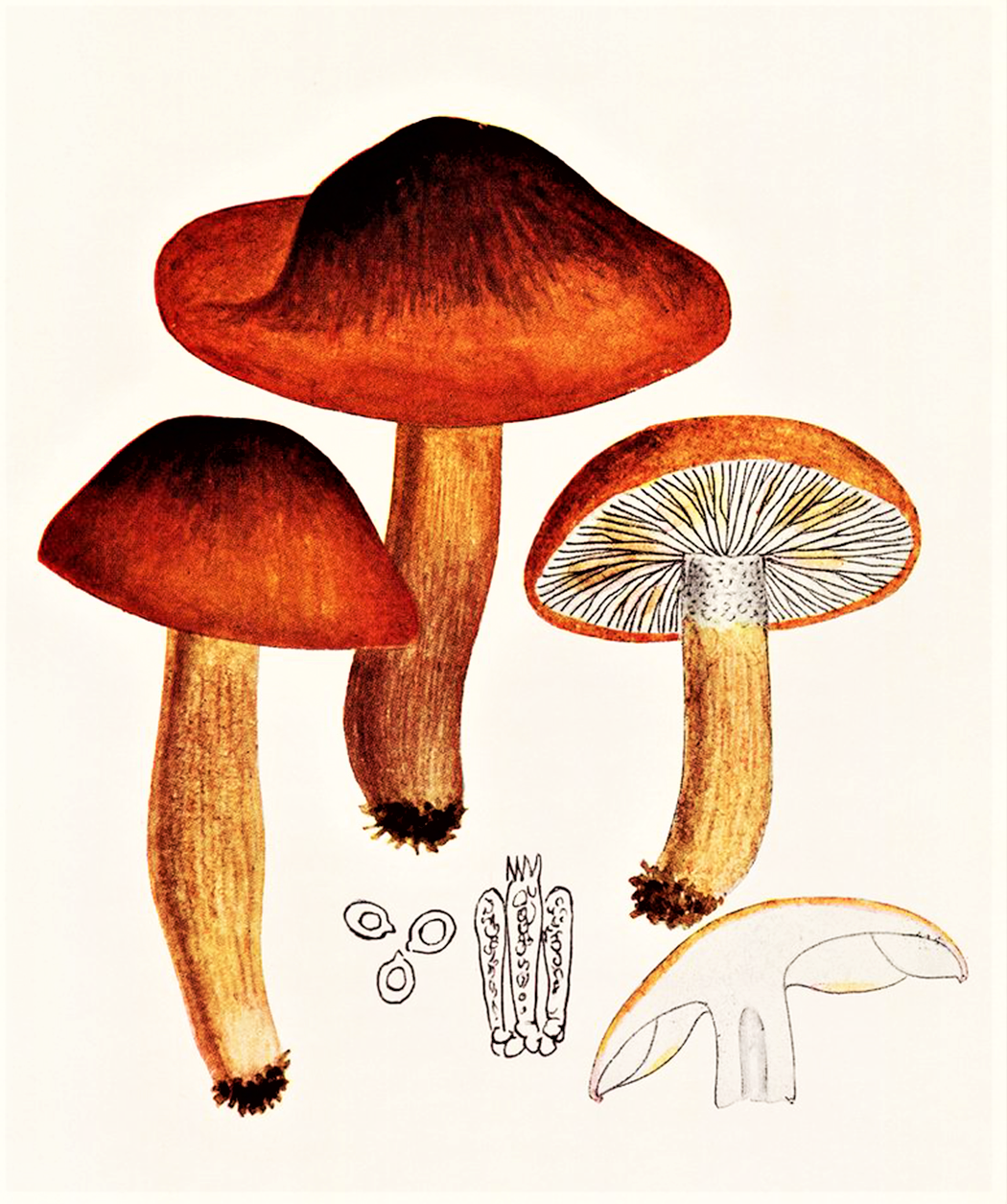